# Hyalospheniidae
Famille
Les Hyalospheniidae sont une famille d'amibes de l’ordre des Arcellinida  (de la classe des Tubulinés et l'Ordre des Arcellinidés).

## Étymologie
Le nom de la famille vient du genre type Hyalosphenia, dérivé du grec υαλοσ / yalos « verre, cristal », et σφεν / sphen « coin », littéralement « coin de verre », en référence à la forme et à la transparence de cet organisme. 

## Description
F. V. Hayden, en 1879, fait la description suivante du genre type Hyalosphenia : 

« Coquille ovoïde comprimée à piriforme, composée d'une membrane chitinoïde transparente sans structure ; bouche terminale, inférieure, transversalement elliptique.

Masse de sarcode occupant l'intérieur de la coquille dans une mesure variable, attachée à sa surface interne par des fils divergents et également connectée au bord de la bouche ; composée de protoplasme granulaire pâle mêlé à des corpuscules incolores ou colorés, ou aux deux ensemble. Noyau gros et situé au centre du fundus (fond) du sarcode. Vésicules contractiles nombreuses, occupant une position entre le fond et la périphérie du fundus. Pseudopodes peu nombreux, digités. »

## Liste des genres
Selon IRMNG (9 janvier 2025) :
- Alabasta Duckert, Blandenier, Kosakyan & Singer, 2018
- Erugomicula Nasser, Gregory, Singer, Patterson & Roe, 2021
- Hyalosphenia Stein, 1857 genre type
- Leptochlamys West, 1901
- Padaungiella Lara & Todorov, 2012
- Pseudohyalosphenia Stepanek, 1967 nomen nudum

## Systématique
Le nom valide de ce taxon est Hyalospheniidae Schulze, 1877,.
The Taxonomicon mentionne Schultze comme auteur ce qui est une erreur de graphie, il s'agit bien de Schulze. Kosakyan & Lara, dans leur publication de 2012, font la même erreur.

### Publication originale
- (de) Franz Eilhard Schulze, « Rhizopodenstudien », Archiv für mikroskopische Anatomie, Berlin, vol. 13,‎ 1877, p. 9-30 (ISSN 0176-7364, lire en ligne, consulté le 9 janvier 2025).